# Río Sill
El Sill es un río de 43 kilómetros de longitud en el Tirol, Austria. Es uno de los mayores afluentes del Eno en el Tirol. Fluye hacia el norte a través del Wipptal hasta Innsbruck. Nace al este del paso del Brennero. En el Sillzwickel -nombre del punto en el que confluye con el Eno en Innsbruck- hay una zona de recreo con senderos para ciclistas.
El Viggarbach se funde con él en Schönberg im Stubaital.
La cuenca natural del río tiene 853 km², de los que 31,6 km² están cubiertos por el hielo de los glaciares..
La energía hidráulica generada por el caudal del río se utiliza para tres centrales eléctricas.
Entre las cascadas del río se encuentra la de Sill, que tiene una altura de unos 4 metros y de la que se extrae el agua para uso urbano. En la cuenca del salto se pueden encontrar peces como las truchas. La cascada Bretterkeller se encuentra a los pies del monte Paschberg en Innsbruck.
El Sill ocupa un lugar destacado en los relatos Amras y Der Wetterfleck del escritor austriaco Thomas Bernhard.